# فده کاستانیوس
فده کاستانیوس (انگلیسی: Fede Castaños؛ زادهٔ ۱۲ ژانویهٔ ۱۹۵۹) بازیکن فوتبال اهل اسپانیا است.
از باشگاه‌هایی که در آن بازی کرده‌است می‌توان به باشگاه فوتبال راسینگ سانتاندر و باشگاه فوتبال نومانسیا اشاره کرد.